# Jan Choina
Jan Choina (23 de febrero de 1910-18 de diciembre de 1951) fue un deportista polaco que compitió en tiro con arco, en la modalidad de arco recurvo. Ganó una medalla de plata en el Campeonato Mundial de Tiro con Arco al Aire Libre de 1931, en la prueba por equipo mixto.

## Palmarés internacional
| Campeonato Mundial al Aire Libre | Campeonato Mundial al Aire Libre | Campeonato Mundial al Aire Libre | Campeonato Mundial al Aire Libre |
| Año                              | Lugar                            | Medalla                          | Prueba                           |
| -------------------------------- | -------------------------------- | -------------------------------- | -------------------------------- |
| 1931                             | Lwów (Polonia)                   | Medalla de plata                 | Equipo mixto                     |